# Karlstorp, Ronneby
Karlstorp är en liten stadsdel i Ronneby som är belägen söder om stadens centrum med stadsdelen Persborg, Ronneby i väster och stadsdelen Blekan i öster. I söder gränsar Karlstorp till Brunnsparken och är med sin fotbollsplan för bland annat amerikansk fotboll en del av ett större rekreationsområde. Idrottsplatsen har fram till sekelskiftet 1900 varit en rosenodling i växthus med koppling till Ronneby brunn. Denna anläggning är sedan första halvan av 1900-talet riven och marken omvandlad till ovan nämnda idrottsplats och rekreationsområde. Karlstorp planlades i mitten av 1950-talet med en så kallad stadsplan för bostäder med både enbostadshus (t.ex. villor) och flerbostadshus (t.ex. hyreshus). Den första villan beviljades bygglov 1958 och därefter har området byggts ut under hela 1960-talet. Vad som gör stadsdelen intressant är att dess sena 1950-talskaraktär ur stadsplaneringssynpunkt och 1960-talsarkitektur är mycket välbevarad vilket gör stadsdelen till ett gott exempel för den tidens stadsplaneideal. Ett exempel på detta är en gestaltningsmässigt tydlig tegelarkitektur i gult tegel som utnyttjar landskapets kuperade karaktär vilket var på modet under denna tid.